# Bugeat (tổng)
Tổng Bugeat là một tổng của Pháp tọa lạc tại tỉnh Corrèze trong vùng Lumousin.

## Địa lý
Tổng này được tổ chức xung quanh Bugeat trong quận Ussel. Độ cao khu vực này là 518 m (Lestards) đến 943 m (Pérols-sur-Vézère) độ cao trung bình trên mực nước biển là 729 m.

## Hành chính
| Giai đoạn | Ủy viên          | Đảng | Tư cách             |
| --------- | ---------------- | ---- | ------------------- |
| 2004-2011 | Christophe Petit | UMP  | Thị trưởng Lestards |

### Kết quả bầu cử tổng này ngày 21 tháng 3 năm 2004
- Christophe Petit (UMP), thị trưởng Lestards
- René Delbes (FN)
- Christian Audouin (PCF)

## Phân chia đơn vị hành chính
Tổng Bugeat được chia thành 11 xã và khoảng 2 295 người (điều tra dân số năm 1999 không tính trùng dân số).
| Xã                      | Dân số | Mã bưu chính | Mã insee |
| ----------------------- | ------ | ------------ | -------- |
| Bonnefond               | 127    | 19170        | 19027    |
| Bugeat                  | 996    | 19170        | 19033    |
| Gourdon-Murat           | 108    | 19170        | 19087    |
| Grandsaigne             | 58     | 19300        | 19088    |
| Lestards                | 101    | 19170        | 19112    |
| Pérols-sur-Vézère       | 182    | 19170        | 19160    |
| Pradines                | 95     | 19170        | 19168    |
| Saint-Merd-les-Oussines | 112    | 19170        | 19226    |
| Tarnac                  | 356    | 19170        | 19265    |
| Toy-Viam                | 28     | 19170        | 19268    |
| Viam                    | 132    | 19170        | 19284    |

## Thông tin nhân khẩu
| 1962                                                     | 1968  | 1975  | 1982  | 1990  | 1999  |
| -------------------------------------------------------- | ----- | ----- | ----- | ----- | ----- |
| 2 644                                                    | 3 321 | 3 014 | 2 709 | 2 542 | 2 295 |
| Nombre retenu à partir de 1962 : dân số không tính trùng |       |       |       |       |       |